# Cygnus NG-18
Cygnus NG-18 var en flygning av en av företaget Northrop Grummans Cygnus rymdfarkoster till Internationella rymdstationen (ISS). Farkosten sköts upp med en Antares 230+ raket, från Wallops Flight Facility i Virginia, den 7 november 2022.
Farkosten kallas S.S. Sally Ride och är uppkallad efter den avlidna amerikanska astronauten Sally Ride.
Den 9 november 2022 dockades farkosten med rymdstationen med hjälp av Canadarm2.
Målet med flygningen var att leverera material och förnödenheter till ISS.
Den lämnade rymdstationen den 21 april 2023 och brann upp i jordens atmosfär den 22 april 2023.

## Problem
Strax efter uppskjutningen, vecklades inte en av farkostens två solpaneler, ut. Man gjorde bedömningen att det inte skulle påverka dockningen med rymdstationen. Rymdsonden Lucy som använder samma typ av solpaneler, drabbades 2021 av ett liknande problem.

### Fotnoter
1. ↑  ”NASA Space Science Data Coordinated Archive” (på engelska). NASA. https://nssdc.gsfc.nasa.gov/nmc/spacecraft/display.action?id=2022-149A. Läst 5 december 2022.
2. ↑  Bill Keeter (7 november 2022). ”ISS Daily Summary Report – 11/07/2022” (på engelska). NASA. https://www.nasa.gov/blogs/stationreport/2022/11/07/iss-daily-summary-report-11-07-2022/. Läst 9 augusti 2025.
3. ↑  Jeff Foust (7 november 2022). ”Cygnus solar array fails to deploy” (på engelska). SpaceNews. https://spacenews.com/cygnus-solar-array-fails-to-deploy/. Läst 5 december 2022.